# 谷口朱里
谷口 朱里（たにぐち しゅり、1941年11月29日 - ）は、日本の女優、元ファッションモデルである。名の読みは「じゅり」「あかり」とする資料も存在する。本名は平沢 孝絵（ひらさわ たかえ）、初期芸名水原 リエ（みずはら リエ）。伊藤道郎のモデルクラブ「すみれモデルグループ」出身のモデルであり、若松孝二が製作、大和屋竺が監督した『裏切りの季節』に主演したことで知られる。奥野信太郎のエッセイ『女へんの話』に登場することでも知られる。のちに新劇女優に転向した。

## 人物・来歴

### ファッションモデルから女優へ
1941年（昭和16年）11月29日、日本の第二次世界大戦参戦を目前とした時期、東京府東京市浅草区（現在の東京都台東区浅草地区）に生まれる。終戦を迎えたときには満3歳であった。
1960年（昭和35年）3月、東京都立紅葉川高等学校を卒業する。同校卒業後、伊藤道郎が主宰する「伊藤道郎俳優養成所ファッションモデル養成コース」に入所する。伊藤は、翌1961年（昭和35年）11月3日に死去しているが、伊藤が手がけ、松田和子らを育てた文化服装学院系のモデルクラブ「すみれモデルグループ」（S.M.G., 1952年設立）に所属した谷口は、ファッションモデルとしての活動を開始した。その後、第一協団（代表・浅田健三）に参加、俳優に転向した。1965年（昭和35年）6月29日に公開された、扇町京子主演の成人映画『色欲のもつれ』に水原 リエの名で出演し、映画界にデビューした。同年8月に公開（9月公開とも）された『密戯』（監督向井寛）で主演する際に谷口 朱里と改名、以降、この名で定着する。『日本映画発達史』の田中純一郎は、同書のなかで黎明期の成人映画界のおもな出演者として、扇町京子、橘桂子、城山路子（光岡早苗と同一人物）、内田高子、香取環、新高恵子、松井康子、西朱実、朝日陽子、火鳥こずえ、華村明子、森美沙、湯川美沙、光岡早苗、路加奈子、有川二郎、里見孝二、川部修詩、佐伯秀男の名を挙げているが、谷口の名は挙げられていない。しかしながら谷口は、同様に黎明期のおもな脚本家・監督として挙げた人物のうち、1965年という初期の時期に、向井寛の第3作『密戯』のほか、藤田潤一が岡野進の名で監督した第2作『情怨の女子大生』（同年11月公開）、あるいは福田晴一の成人映画転向第2作『寝がえり』（1966年5月3日公開）に主演しており、独立系成人映画の黎明期の女優であるといえる。
1966年（昭和41年）に創刊された成人映画の専門誌『成人映画』第3号の表紙に起用されたほか、同年12月に発行された映画批評誌『映画評論』が選んだ「おピンク映画女優ベストテン」では、1位・内田高子、2位・新高恵子、3位松井康子という並びのなかで、谷口は第9位にランクインした。同年6月（12月13日とも）に公開された大和屋竺・若松孝二の『裏切りの季節』に主演、その熱演は高く評価され、『映画評論』は同作を「上半期日本映画最高の収穫」として特集を組んでいる。同年9月、国映が香取環、松井康子、清水世津、可能かず子、飛鳥公子、美矢かほる、奈加公子、桂奈美、橘桂子といった成人映画スター女優を結集した『悲器』（監督湯浅浪男）を公開、谷口もこれに出演した。1967年（昭和42年）6月29日に放送されたテレビ番組『ヤング720』第205回にザ・ビーバーズ、山本リンダらとともにゲスト出演している。1968年（昭和43年）3月30日に公開された『続・決着』（監督石井輝男、製作東映東京撮影所、配給東映）に出演し、メジャーデビューも果たす。同年7月30日に放映を開始した大映テレビ室製作、天知茂主演による連続テレビ映画『夜の主役』において、同年10月22日に放映された第13回（監督鈴木敏郎、脚本佐々木守）に、ホキ徳田、白石奈緒美らとともにゲスト出演している。当時、専門誌『成人映画』の編集長であった川島のぶ子は、「美しいプロポーションと個性的なマスクで人気を得た」「前向きの行動派としてやる気満々だった」と評する。
同年、映画界を引退し、新劇の劇団「人間座」（代表・江田和雄）に加入する。記録に残る同年最後の映画は、12月に公開された主演作『亀裂』（監督木俣堯喬、製作プロダクション鷹）であった。ただしこの時期の作品記録が掲載されている『映画年鑑 1973』において、独立系の映画作品については監督名や製作・配給会社名以外記載されておらず、この時期の出演者が概して不明である。『日本映画俳優全集・女優編』の川島のぶ子の記述によれば、「舞台に数回出演したが、その後、芸能界から完全に身を引いた」という。同年11月1日 - 同11日に新宿文化劇場（現在跡地にシネマート新宿）で上演された石堂淑朗の戯曲『血塗られし胎内列車に乗り合わせる三人半』（演出江田和雄）、同年12月17日 - 同21日に日本青年館ホールで上演された栗田勇の戯曲『詩人トロツキー』（演出江田和雄）に出演した記録が残っている。
1970年代に入ってから、1971年（昭和46年）3月27日審査・4月公開の『近世毒婦伝 少女地獄責め』、1975年（昭和50年）6月公開の『女のいけにえ』という2作の向井寛監督作に出演した記録がある。以降の消息は知られておらず、存命であれば2014年（平成26年）には満73歳である。

### 再評価
2001年（平成13年）8月に東京国立近代美術館フィルムセンターで行われた「日本映画の発見VI 1960年代(2)」の特集上映で、『裏切りの季節』が35mmフィルム版上映用プリントで上映された。
2009年（平成21年）3月14日 - 同年5月15日にラピュタ阿佐ヶ谷で行なわれた「60年代まぼろしの官能女優たち」の特集上映で、『悲器』（監督湯浅浪男、1966年、5月9日 - 同15日）が16mmフィルム版上映用プリントで上映された。同年9月11日 - 同13日に神戸映画資料館で行われた「60年代・独立プロ伝説 西原儀一と香取環 前編」特集上映で、『あまい唇』（監督千葉隆志、1966年）が16mmフィルム版上映用プリントで上映された。2011年（平成23年）5月14日 - 同年7月15日にラピュタ阿佐ヶ谷で行なわれた「60年代まぼろしの官能女優たち PART II」の特集上映で、『あまい唇』（5月21日 - 同27日）が16mmフィルム版上映用プリントで上映された。

## フィルモグラフィ
クレジットはすべて「出演」である。東京国立近代美術館フィルムセンター（NFC）等の所蔵・現存状況についても記す。

### 1965年
- 『色欲のもつれ』 : 監督小川欽也、主演扇町京子、製作・配給大蔵映画、1965年6月29日公開[5]（12月公開とも[14]、成人映画・映倫番号 13995） - 「水原リエ」名義で出演
- 『密戯』 : 製作東一、企画朝倉大介、監督向井寛、共演三枝陽子、製作東京芸術映画、配給国映、1965年8月公開[5]（9月公開とも[14]、成人映画・映倫番号 14086） - 主演・「ユリ（コールガール）」役
- 『素肌の叫び』 : 監督星名雅人（星谷雅人）、共演清水世津、製作シネユニモンド、配給明光セレクト、1965年9月14日公開（成人映画・映倫番号 14135） - 主演
- 『熟した汗』 : 製作菜穂俊一、企画井上猛夫、監督遠藤芙未夫、脚本奥脇敏夫、製作ナオプロダクション、配給センチュリー映画社、1965年10月公開[5]（12月公開とも[14]、成人映画・映倫番号 14210） - 主演[3]・「香代子」役
- 『情怨の女子大生』 : 製作藤田潤八・倉田武雄、企画井上猛夫、監督岡野進、共演三枝陽子、製作六本木映画・創作グループ、配給センチュリー映画社、1965年11月公開（成人映画・映倫番号 14259） - 主演・「杉野恵子」役
- 『浮気契約』 : 企画寺内伍朗・小島武三、監督経堂一郎、共演野上正義、製作轍プロダクション、配給大蔵映画、1965年12月公開（1966年2月公開とも[14]、成人映画・映倫番号 14330） - 主演・「正子」役

### 1966年
- 『夜の手配師より 狙われた女達』[5]（『狙われた女達』[14]） : 製作小林正、監督・脚本武田有生、主演里見孝二・狩野翔子、製作近代企画、配給関東ムービー配給社、1966年1月27日公開（成人映画・映倫番号 14329）
- 『夜まで待てない』 : 監督経堂三郎、製作轍プロダクション、配給関東ムービー配給社、1966年2月15日公開（成人映画・映倫番号 14366） - 主演
- 『我慢できない』 : 監督岸信太郎（松原次郎とも）、脚本花巻京太郎、製作ヤマベプロダクション、配給不明、1966年4月公開（成人映画・映倫番号 14492） - 主演
- 『寝がえり』 : 監督福田晴一、共演港雄一、製作真映プロダクション、配給日本シネマ、1966年5月3日公開（成人映画・映倫番号 14478） - 主演
- 『燃える肌』 : 製作後藤充弘、監督西原儀一、脚本中原朗、主演香取環、製作・配給葵映画、1966年5月24日公開（成人映画・映倫番号 14495）
- 『あまい唇』 : 製作・原作後藤充弘、監督千葉隆志、脚本中原朗、音楽吉野達弥、主演香取環・志摩みはる、製作・配給葵映画、1966年6月21日公開（成人映画・映倫番号 14533） - 出演・「マダム麻里」役、84分の16mmフィルム版上映用プリントが現存[26][27]
- 『裏切りの季節』（『裏切の季節』） : 製作・企画若松孝二、監督大和屋竺・若松孝二、共演山谷初男、製作若松プロダクション、配給NSP（日本シネマとも）、1966年6月公開（12月13日公開とも[14]、成人映画・映倫番号 14545） - 主演[3]・「眉子」役、77分の上映用プリントをNFCが所蔵[9]・77分のVHSビデオグラムをハミングバードが発売
- 『臭』（におい） : 製作・企画宮西四郎、監督有吉実、主演可能かづ子、製作真映企画、配給大蔵映画、1966年7月公開（成人映画・映倫番号 不明）
- 『女子大生の抵抗』 : 監督渡辺護、共演野上正義・林美樹、製作扇映画、配給大蔵映画、1966年8月23日公開（成人映画・映倫番号 14631） - 主演[3]
- 『甘い吐息』 : 製作・監督大西孝典、共演可能かづ子、製作映建工芸、配給東京興映、1966年9月公開（成人映画・映倫番号 14573） - 主演[3]
- 『夜の日記』 : 企画寺内伍朗、監督小川欽也、主演可能かづ子、製作新星プロダクション、配給関東ムービー配給社、1966年9月公開（成人映画・映倫番号 14650）
- 『私は玩具ではない』 : 監督青山繁、製作中央映画テレビ、配給大蔵映画、1966年9月公開（成人映画・映倫番号 14677） - 主演[3]
- 『悲器』 : 製作矢元照雄、監督湯浅浪男、主演香取環・松井康子、製作湯浅プロダクション、配給国映、1966年9月公開（成人映画・映倫番号 不明） - 出演、84分の16mmフィルム版上映用プリントが現存[25]・84分のVHSビデオグラムをハミングバードが発売
- 『黒い痴情』 : 監督飛田良、製作ヤマベプロダクション、配給関東ムービー配給社、1966年10月公開（成人映画・映倫番号 14653） - 主演[3]・「美佐子」役
- 『随喜の涙』 : 製作山脇一男、監督小森白、主演加山恵子、製作加山プロダクション、配給東京興映、1966年11月公開（成人映画・映倫番号 不明）
- 『かよい妻』 : 製作千葉実、監督向井寛、共演水城リカ、製作・配給日本シネマフイルム、1966年12月公開（成人映画・映倫番号 不明） - 主演[3]、66分の上映用プリントをNFCが所蔵[9]

### 1967年
- 『妊娠と性病』[3]（『妊婦と性病』） : 監督小川欽也、製作・配給大蔵映画、1967年1月2日公開（成人映画・映倫番号 14732） - 主演[3]・「ミカ」役
- 『産婦人科日記より 芸者』 : 監督関孝二、主演美矢かほる、製作新日本映画、配給国映、1967年2月公開（成人映画・映倫番号 14837） - 出演[4]・「女ギャング・ユキヨ」役
- 『受胎』 : 製作・監督木俣堯喬、製作プロダクション鷹、配給国映、1967年8月1日公開（成人映画・映倫番号 14987） - 主演[3]

### 1968年
- 『続・決着』 : 監督石井輝男、主演梅宮辰夫・吉田輝雄、製作東映東京撮影所、配給東映、1968年3月30日公開（映倫番号 15207） - 出演・「二号さん」役
- 『生理と妊娠』 : 監督小川欽也、主演橘桂子、製作・配給大蔵映画、1968年10月1日公開（成人映画・映倫番号 15543） - 出演・「ミカ」役
- 『夜の主役』第13回 : 監督鈴木敏郎、原作邦光史郎、脚本佐々木守、主演天知茂、製作大映テレビ室・日本テレビ放送網、1968年10月22日放映（連続テレビ映画） - ゲスト出演
- 『亀裂』 : 製作・監督木俣堯喬、製作プロダクション鷹、1968年12月公開（成人映画・映倫番号 15071） - 主演

### 1970年代
- 『近世毒婦伝 少女地獄責め』[10][14]（『少女・地獄責め』[6]） : 企画朝倉大介、脚本宮田雪、製作・監督向井寛、主演朝岡ゆり、製作JAA、配給国映、1971年3月27日審査・4月公開（成人映画・映倫番号 16745）
- 『女のいけにえ』 : 監督向井寛、製作・配給新東宝映画、1975年6月公開（成人映画・映倫番号 不明） - 主演

## ビブリオグラフィ
国立国会図書館蔵書等にみる書誌である。
- 表紙 : 『成人映画』第3号所収、現代工房、1966年3月1日発行
- 座談会「独立プロよもっと誇りを持て!」川島のぶ子・美矢かほる・野上正義・城山路子・里見孝二・谷口朱里・新高恵子 : 『成人映画』第15号所収、現代工房、1967年2月1日発行
- 表紙 : 『別冊近代映画』春の魅惑グラマー特別号、近代映画社、1967年4月発行
- 「谷口朱里の24時間ルポ」 : 『スター24時間』3月増刊号（若いセクシーパンチ大行進）所収、新風出版社、1969年3月発行
- 「グラビア 結城昌治と6人の女性」小海老沢和江・栗原小巻・小松久子・宥賀純子・谷口朱里・荒木秀子 / 結城昌治 : 『オール讀物』第24巻第4号所収、文藝春秋、1969年4月発行、p.15-20.